# Lambertuskleed
Het Lambertuskleed, ook wel het Levietenkleed van Sint-Lambertus (Latijn: vestis livitica sancti Lamberti), is een relikwie in de Schatkamer van de Onze-Lieve-Vrouwebasiliek in de Nederlandse stad Maastricht. Het zeer oude kledingstuk wordt in de rooms-katholieke traditie gezien als het koorkleed van Lambertus van Maastricht (ca. 640? - 705?), volgens de traditie de laatste of de op een na laatste bisschop van Maastricht. De Maastrichtse Onze-Lieve-Vrouwekerk is waarschijnlijk al sinds de middeleeuwen in bezit van dit kledingstuk, dat door de eeuwen heen veel bedevaartgangers trok. Tegenwoordig wordt het vooral gezien als een voorwerp van kunsthistorische betekenis, alsmede een van de topstukken in de schatkamer.

## Geschiedenis

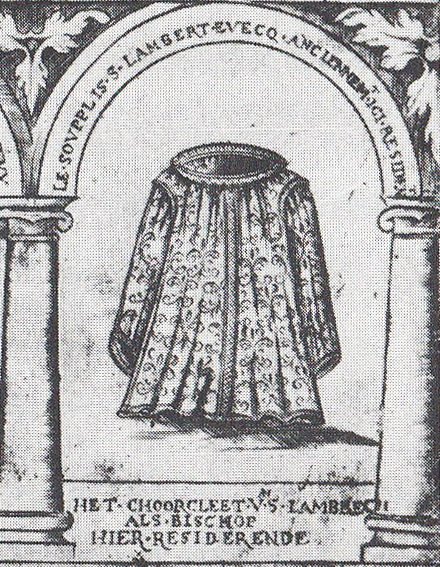
Het Lambertuskleed op een 17e-eeuws toningsformulier

De oudste schriftelijke vermelding van het Lambertuskleed dateert uit 1580, maar het gewaad is beslist ouder (mogelijk twaalfde-eeuws) en is ook met vrij grote zekerheid al langer in bezit van de Onze-Lieve-Vrouwekerk. Of het inderdaad uit de tijd van bisschop Lambertus dateert, die in Maastricht werd geboren en omstreeks 705 in Luik werd vermoord, is onwaarschijnlijk, maar niet onmogelijk. Uit het feit dat het kleed werd vermeld op een lijst van in 1580 om veiligheidsredenen naar Luik overgebrachte kerkschatten, blijkt dat men dit beschouwde als een belangrijk relikwie. Bij reliekentoningen werd het Lambertuskleed als op een na laatste getoond, vóór het Byzantijns patriarchaalkruis. Bij het uitstallen van de relieken op het priesterkoor hing het kleed hoog boven alle andere relieken. Met het bezit van dit kledingstuk konden de kanunniken van het Onze-Lieve-Vrouwekapittel hun claim kracht bijzetten dat hun kerk de kathedraal was geweest van het bisdom Maastricht – en niet de Sint-Servaaskerk. Op een toningsformulier uit het begin van de zeventiende eeuw staat onder het weinig realistisch afgebeelde Lambertuskleed: "het choorcleet van sint Lambrech als bischop hier residerende". Een tekst van gelijke strekking begeleidde de toning van het Lambertuskleed tijdens de zevenjaarlijkse heiligdomsvaarten. In 1622 kwam de rivaliteit tussen beide kapittels (opnieuw) tot uitbarsting toen het Sint-Servaaskapittel bezwaar aantekende bij de Raad van Brabant tegen een tekstplaatje bij een beeld van Lambertus in de Onze-Lieve-Vrouwekerk, waarop te lezen stond dat deze bisschop in deze kerk had gezeteld. Het Onze-Lieve-Vrouwekapittel moest inbinden en de tekst verwijderen. Een interessante bijkomstigheid is, dat het Sint-Servaaskapittel in hetzelfde jaar 1622 een relikwie verwierf, dat sterke gelijkenis vertoont met het Lambertuskleed, namelijk het Monulfuskleed. Volgens een bewaard gebleven oorkonde schonken de Luikse kruisheren in dat jaar het gewaad, dat werd aangeduid als dalmatica sancti Monulphii (dalmatiek van Monulfus), aan het Maastrichtse kapittel. Het dertiende-eeuwse gewaad van linnen en zijde is vrijwel zeker uit Spanje afkomstig en neemt anno 2019 een centrale plaats in op de textilia-afdeling van de Schatkamer van de Sint-Servaasbasiliek.

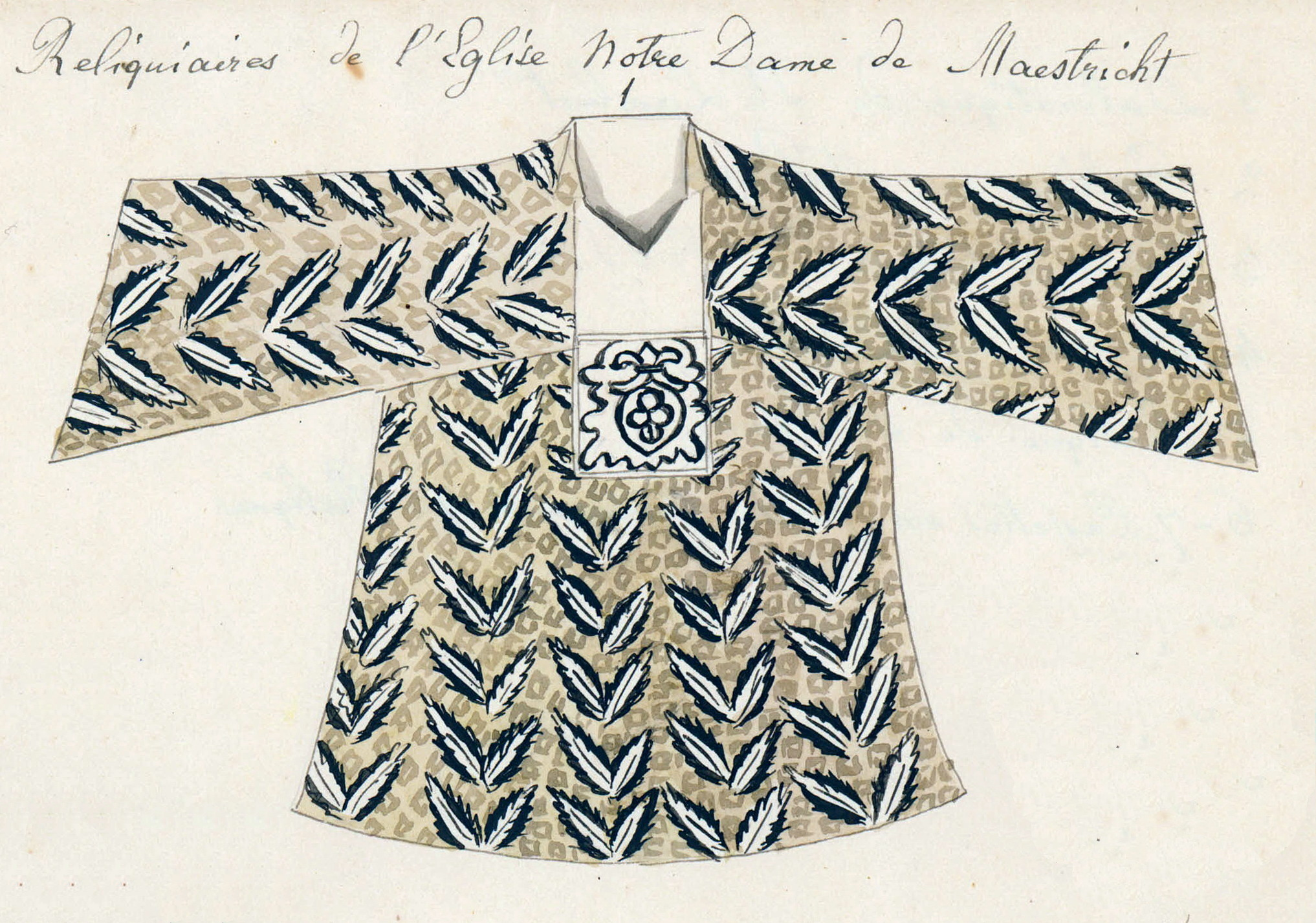
Tekening door Philippe van Gulpen, midden 19e eeuw

Maastricht werd in 1794 bezet door Franse revolutionaire troepen en kort daarna ingelijfd bij de Eerste Franse Republiek. De opheffing van de kloosters en kapittels in 1797 werd voorafgegaan door een periode van zware oorlogsbelastingen, waardoor de kapittels zich genoodzaakt zagen een groot deel van hun goud- en zilverschat om te laten smelten. In de Onze-Lieve-Vrouwekerk wisten de kanunniken het Lambertuskleed en het merendeel van de relieken (ontdaan van hun kostbare omhulsels) in veiligheid te brengen. In 1817, toen duidelijk was dat het kapittel niet meer zou worden heropgericht, werden deze overgedragen aan de Sint-Nicolaasparochie. Pas in 1837 kreeg de oude kapittelkerk weer haar religieuze functie terug, nu als parochiekerk. Ook in de negentiende en twintigste eeuw zijn kerkschatten verloren gegaan doordat de kunsthistorische waarde ervan niet werd ingezien, of door diefstal. Nu nog wordt het verlies van het Byzantijns patriarchaalkruis en het 'kruisje van Constantijn' in Maastricht betreurd. Beide kruisreliekhouders werden door een overijverige ex-kanunnik in 1837 aan de paus geschonken en bevinden zich sedertdien in de schatkamer van de Sint-Pietersbasiliek in Vaticaanstad.

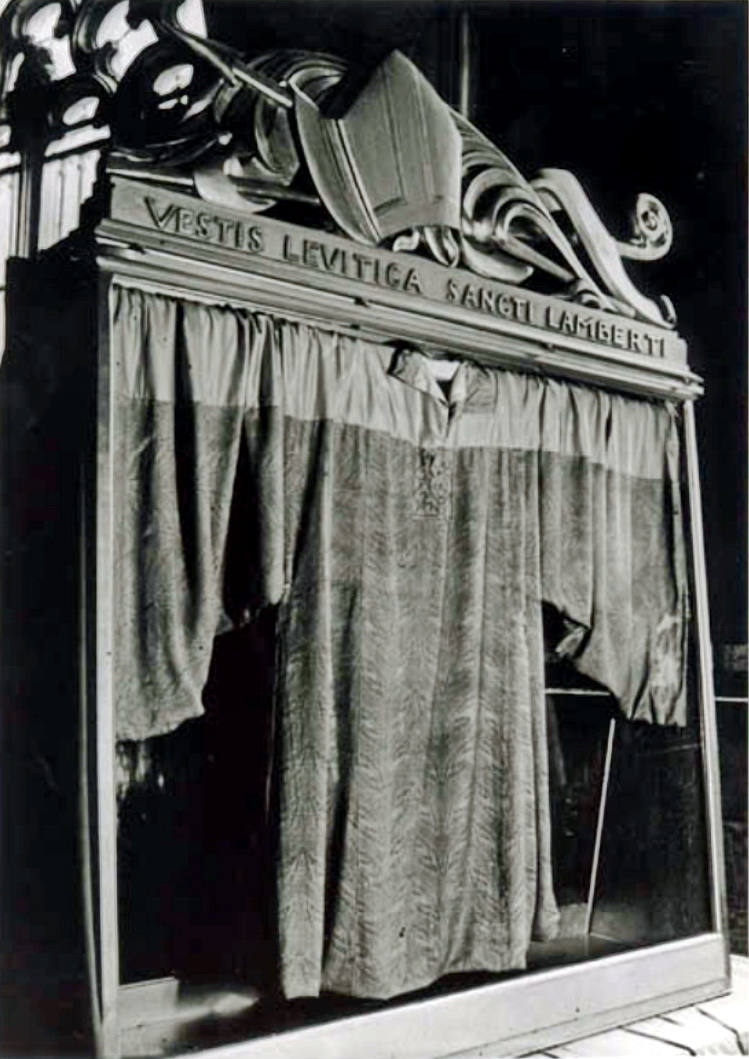
De voor het Lambertuskleed ontworpen kast, ca. 1955. Het bovenstuk is van Charles Vos. De kast is veel smaller dan het kleed waardoor het alleen geplooid opgehangen kon worden.

De Akense kanunnik en kunsthistoricus Franz Bock en de Maastrichtse kapelaan en schatbewaarder Michaël Willemsen publiceerden in 1872 een uitgebreide catalogus van de Maastrichtse kerkschatten: Die mittelalterlichen Kunst- und Reliquienschätze zu Maestricht, aufbewahrt in den ehemaligen Stiftskirchen des h. Servatius und Unserer Lieben Frau daselbst, enz, in 1873 gevolgd door een Franstalige versie en een jaar later door een Nederlandstalige samenvatting. De publicatie betekende een omslag in de herwaardering van het Maastrichtse religieus erfgoed. In de catalogus wordt het Lambertuskleed kort beschreven ("Dalmatik des h. Lambertus"), maar een afbeelding ontbreekt. Dat is des te opvallender, omdat het vergelijkbare Kleed van Sint-Gerlachus in de parochiekerk van Houthem-Sint Gerlach wel wordt afgebeeld. Bock en Willemsen meenden dat zowel de snit van het kledingstuk als het weefpatroon wezen op een zeer hoge ouderdom, mogelijk uit de tijd van Lambertus. Een uit hedendaags oogpunt vandalistische daad van Bock, die als verzamelaar van textilia de bijnaam "Schären-Franz" had verworven, was het wegknippen van twee lappen stof uit het achterpand van het kleed.  De ene lap verkocht hij aan het Österreichisches Museum für Volkskunde in Wenen; de andere aan het Musée des Tissus in Lyon.

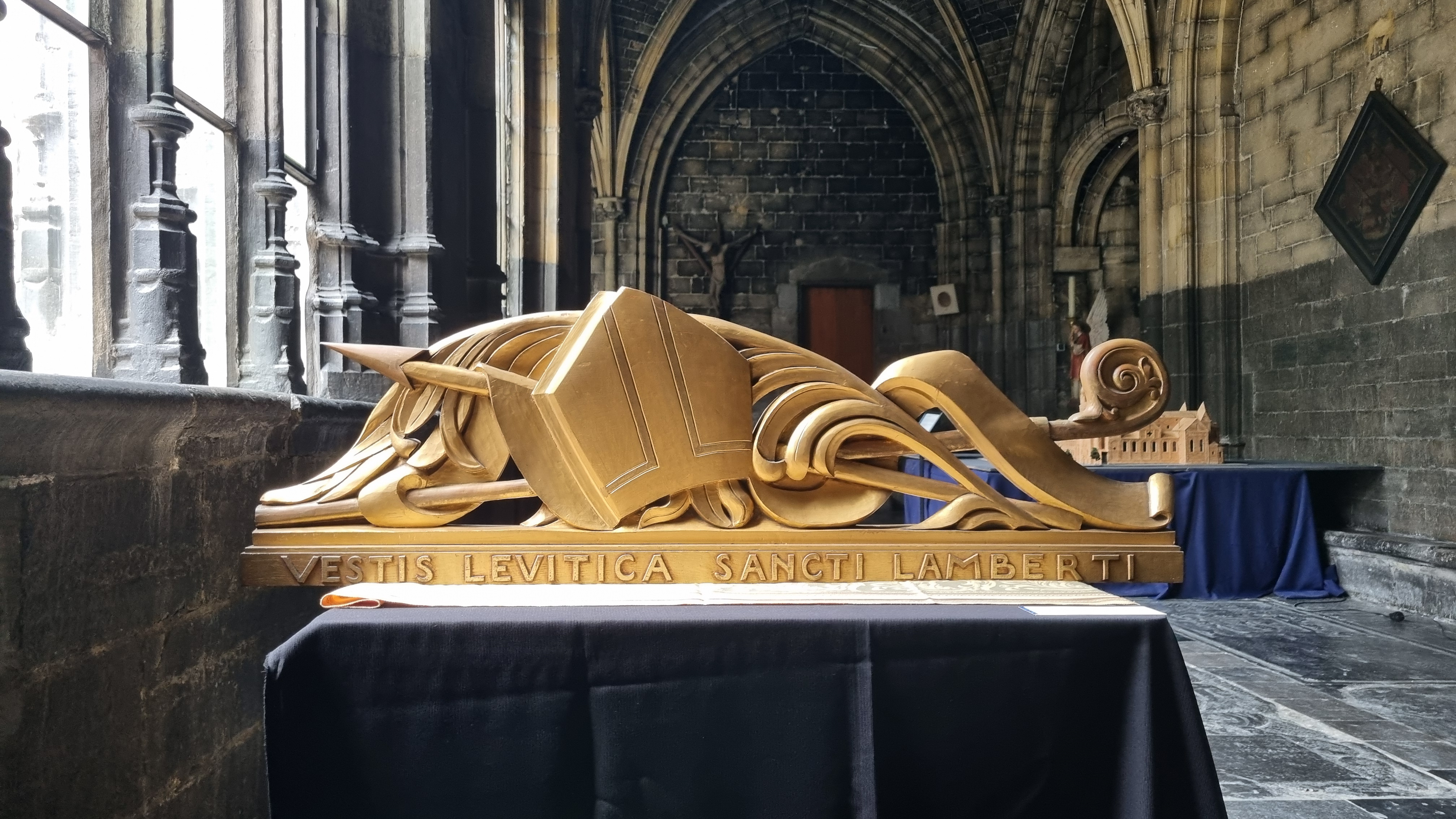
Bovenstuk Charles Vos voor de voormalige kast van het Lambertuskleed tijdens de tentoonstelling "Bruggen naar de Hemel" in de kruisgang van de Onze-Lieve-Vrouwebasiliek (2025)

Het kleed hing vanaf 1895 aan een stok in een eikenhouten kast, die door de firma Cuypers-Stoltzenberg uit Roermond was geleverd. Hierdoor kreeg het bovendeel van het gewaad veel te lijden. Op zeker moment heeft men over de schouderpartij en de mouwen een rechthoekige lap stof genaaid ter versteviging (zie foto hiernaast). Tegelijkertijd had men het kledingstuk voorzien van een voering, waarschijnlijk van kunstzijde.
Van 1975 tot 1977 werd het Lambertuskleed gerestaureerd door textieldeskundigen van het Staats Historisch Museum in Stockholm. Hierbij werd de beschermende strook stof over de mouwen en schouderpartij verwijderd. De twintigste-eeuwse voering moest worden gehandhaafd, vanwege de teerheid van het zijden weefsel. Wel werd met losse steken een extra voering van stukken batist aangebracht, waarbij de bestaande naden niet werden beroerd. Ten slotte werd het kledingstuk aan de buitenzijde beschermd door een laag dunne zijde-crepelin aan te brengen. Om nieuwe beschadigingen te voorkomen, werd het gewaad daarna liggend tentoongesteld in een lage, iets hellende vitrinekast. Deze vitrinekast is in 2024 vervangen tijdens een renovatie van de schatkamer. Deze vitrine heeft betere verlichting en de hellingshoek van de vloer waarop het kleed rust, is steiler gemaakt zodat met name het weefpatroon beter zichtbaar is.

## Beschrijving
Het Lambertuskleed is samengesteld uit brede stroken van een delicaat en transparant zijden gaasweefsel, dat gelijkenis vertoont met byssusweefsels. Het voor- en achterpand bestaan beide uit een rechthoekige middenstrook van 42 cm breedte en twee gerende (schuin uitlopende) zijstroken, die tot aan de oksel doorlopen, waar de mouwpanden beginnen. Deze zijn grotendeels aan één stuk. De halsopening is omzoomd met ongeverfd linnen. Aansluitend op de halsopening is een vierkant stuk stof met gotisch aandoende uitsparingen aangebracht onder het transparante zijdeweefsel. Het oorspronkelijk witte gewaad is in de loop der tijden vergeeld en is tegenwoordig bruin-grauwgrijs van kleur. Het weefpatroon bestaat uit paarsgewijs gegroepeerde, lancetvormige bladeren op een achtergrond van kleine ruitjes. De zijdestof is vooral aan de boven- en onderzijde van het gewaad beschadigd en plaatselijk zelfs geheel verdwenen. Aan de achterkant is in de negentiende eeuw een grote lap stof weggeknipt (zie hierboven). Het kledingstuk is gevoerd met kunstzijde en batist en aan de bovenkant bedekt met zeer fijne crepelin als beschermlaag.
Over de datering en herkomst van het Lambertuskleed is (nog) geen uitsluitsel te geven. Een deskundige van een aan het Musée des Tissus in Lyon gelieerd instituut vermoedde in 1983 dat de stof in de achtste eeuw in China was vervaardigd. Hij baseerde die mening op het type slingerdraadweefsel, waaruit de zijde is opgebouwd. Belgische onderzoekers ondersteunden zijn theorie in 1987, hoewel zij constateerden dat het Maastrichtse weefsel een grotere breedte had dan de Chinese. Een Chinese textielexpert, verbonden aan het Paleismuseum in Peking, herkende het weefsel in 1990 niet als Chinees, maar vermoedde eerder een Centraal-Aziatische herkomst.

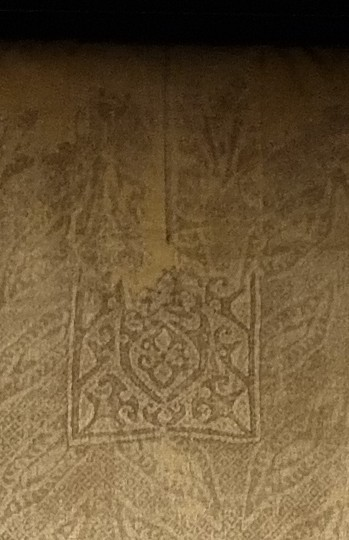
Embleem onder de halssluiting met abstract steenbokmotief; de halsopening erboven is in de 20e eeuw dichtgenaaid
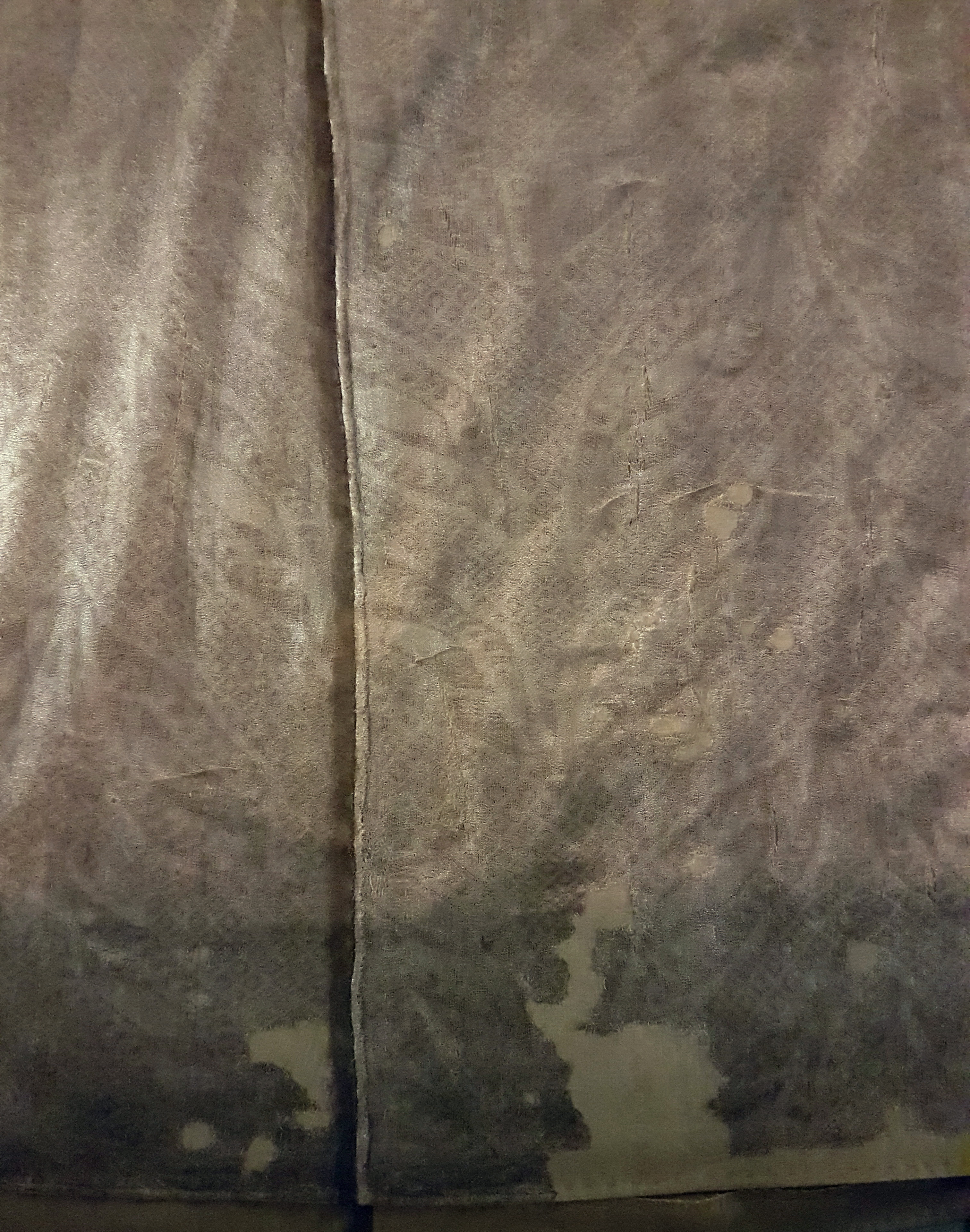
Versleten onderkant
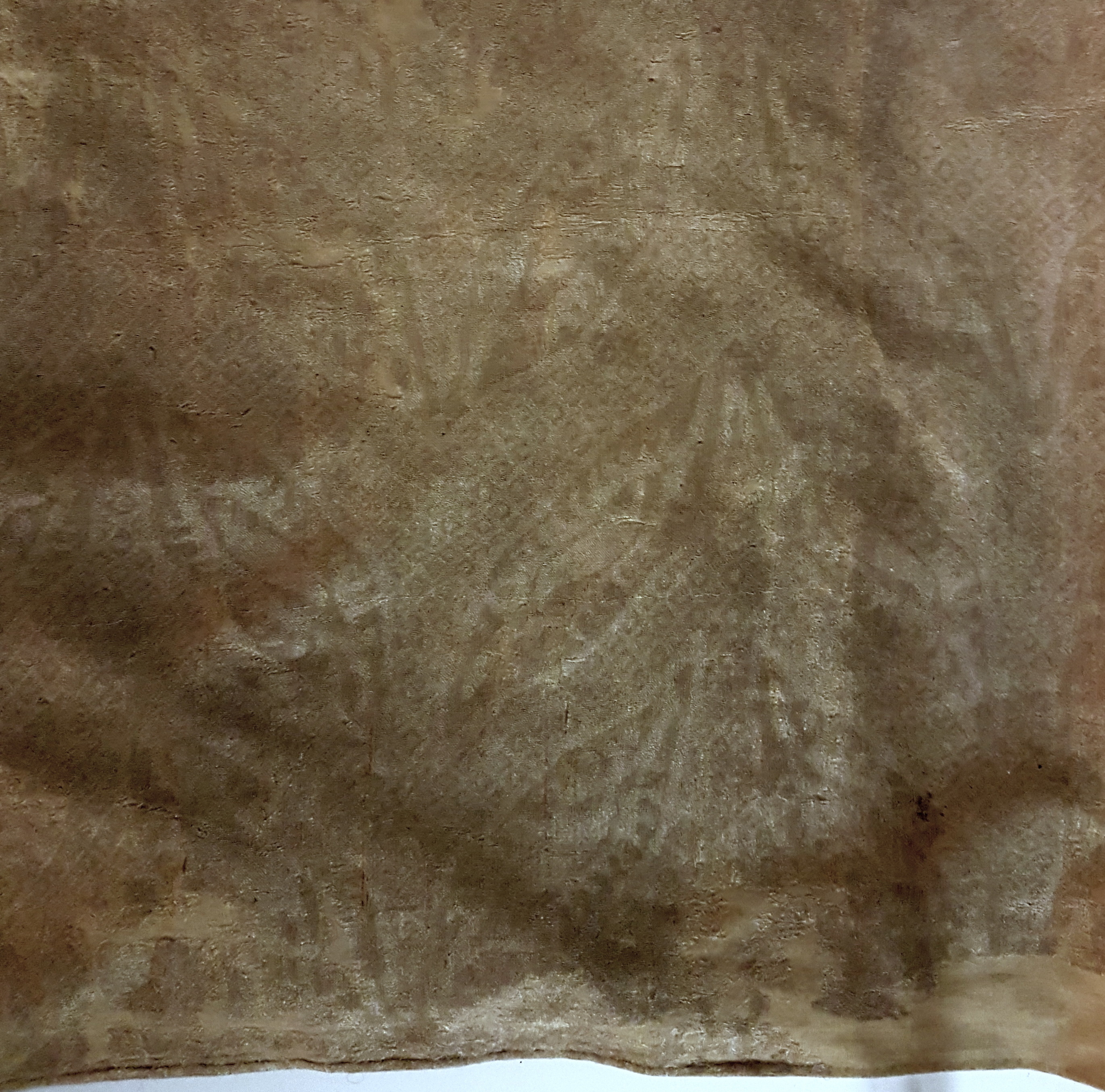
Detail mouw
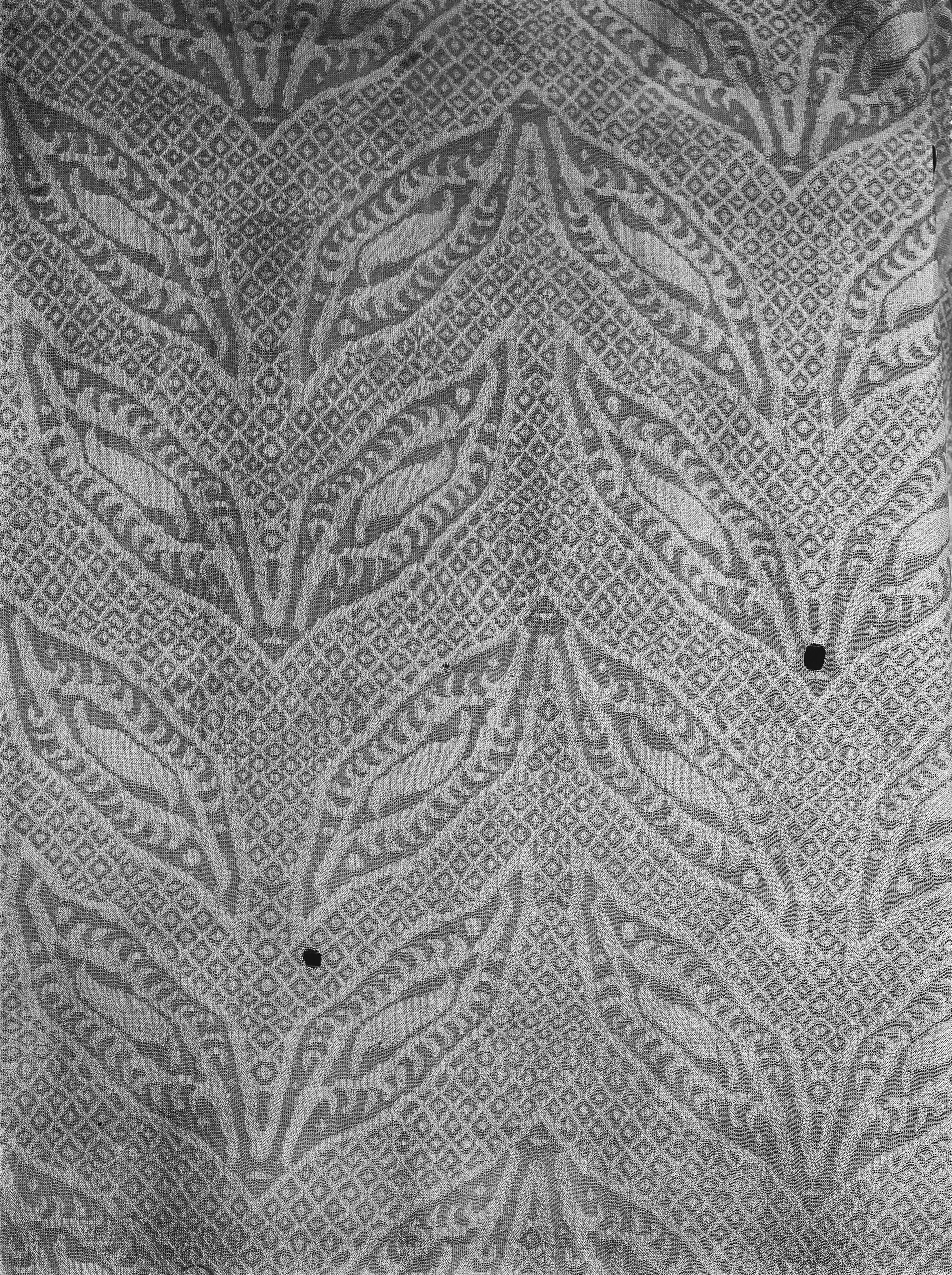
Detail weefpatroon